# Macrochaetus multispinosus
Macrochaetus multispinosus är en hjuldjursart som beskrevs av Myers 1934. Macrochaetus multispinosus ingår i släktet Macrochaetus och familjen Trichotriidae. Inga underarter finns listade i Catalogue of Life.